# Tom Barman
Tom Barman (Amberes, 1 de enero de 1972) es un músico belga, líder, fundador y cantante del grupo belga dEUS. Junto con Klaas Janzoons es el único miembro que queda de la formación original en dEUS.

## Biografía
Estudió dirección de cine en el Film School of St-Lucas, en Bruselas. Es el director de todos los videoclips del grupo. 
Tom tocaba en dos grupos de música, tENERIFE, con Craig Ward y Danny Mommens, con los que luego coincidiría en dEUS, y en el grupo de Trip-Hop General Electrique, aunque no llegaron a grabar ningún disco con estos grupos.
En el año 2000 empezó a trabajar en su primer y único largometraje, Anyway the Wind Blows, que comenzó a rodar en el año 2002, y salió en los cines el verano del año siguiente.
Además de cantar en dEUS, forma junto con DJ Bolland el grupo techno Magnus que se encarga de la banda sonora de su película, y ha grabado el disco The Body Gave You Everything. Los videoclips de este grupo también los dirige Tom.
En el 2003 grabó un disco junto con Guy Van Nueten, Tom Barman and Guy Van Nueten Live con 17 canciones, de las cuales 7 son versiones acústicas de temas de dEUS.